# Hôtel de ville
Hôtel de ville ist der französische Begriff für das städtische Rathaus (in Gemeinden ohne Stadtrecht: Mairie).
In Frankreich und in Luxemburg bezeichnet der Ausdruck das Gebäude, nicht die Behörde.
In Belgien ist der maire der bourgmestre von (de) Bürgermeister und die Behörde das hôtel de ville.
In der Romandie (französischsprachige Westschweiz) benutzen Städte wie Genf den Begriff hôtel de ville, während kleinere Gemeinden von municipalité oder von maison communale sprechen. Die Verwaltungsspitze ist ein Gremium, an dessen Spitze ein maire oder ein président de la ville (Stadtpräsident) steht.

## Stilkunde
Mit Hôtel ist in diesem Fall ein Palais gemeint (und kein Beherbergungsbetrieb, Hotel). Das Wort Hôtel bezeichnete im französischen 17. Jahrhundert Stadthäuser des Adels und ist darum in der vorrevolutionären Zeit auch herrschaftliches Verwaltungsgebäude für die urbanen Besitzungen der Adeligen, wie das Herrenhaus zur Verwaltung ruraler Gutshöfe dient. Mit der Zeit der Republik und den Kaiserreichen geht der Name auf die bürgerliche Verwaltung über.
Das nachrevolutionäre Hôtel de ville in seiner historisierenden und repräsentativen Formensprache kann als eigenständiger Bautypus der frankophonen Architektur gesehen werden. Es wird in der Zwischenkriegszeit durch die Bauformen allgemeiner Behördenbauten abgelöst.

## Beispiele in Bildern

Vorrevolutionäre Stadtpalais der Renaissance, Gotik und des Barock-Klassizismus
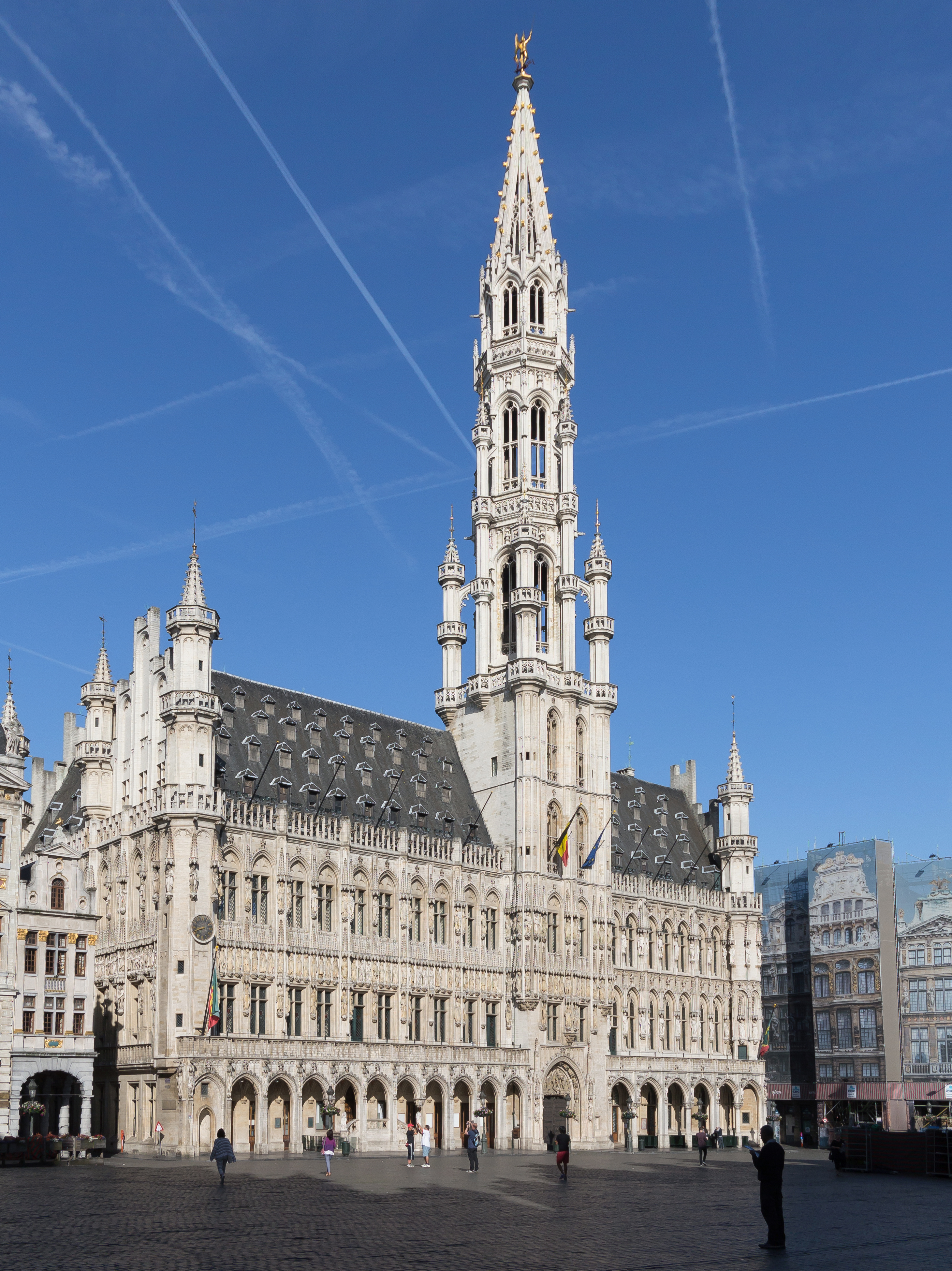
Hôtel de Ville de Bruxelles/Stadhuis, Grand-Place/Grote Markt; Jacob van Tienen 1402–1455
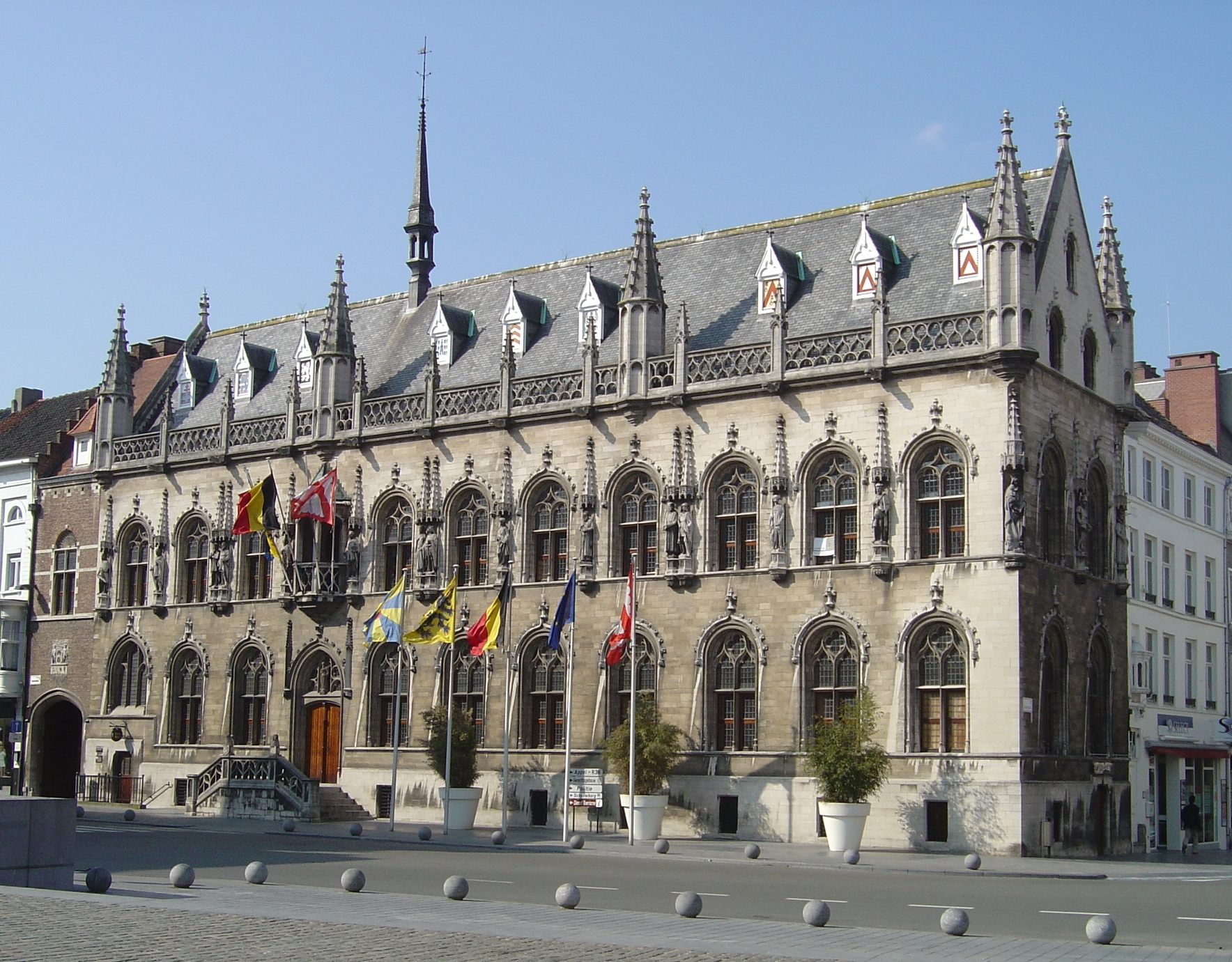
Hôtel de Ville de Courtrai; unbek. 1420, 1616
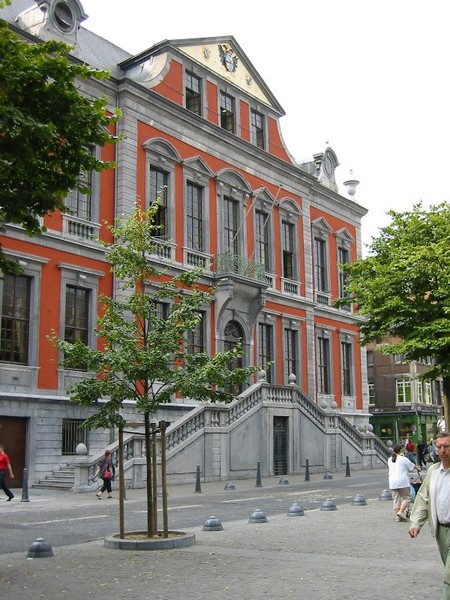
Hôtel de Ville de Liège, La place du Marché, Liège; Joseph-Clément de Bavière, 1714–1718
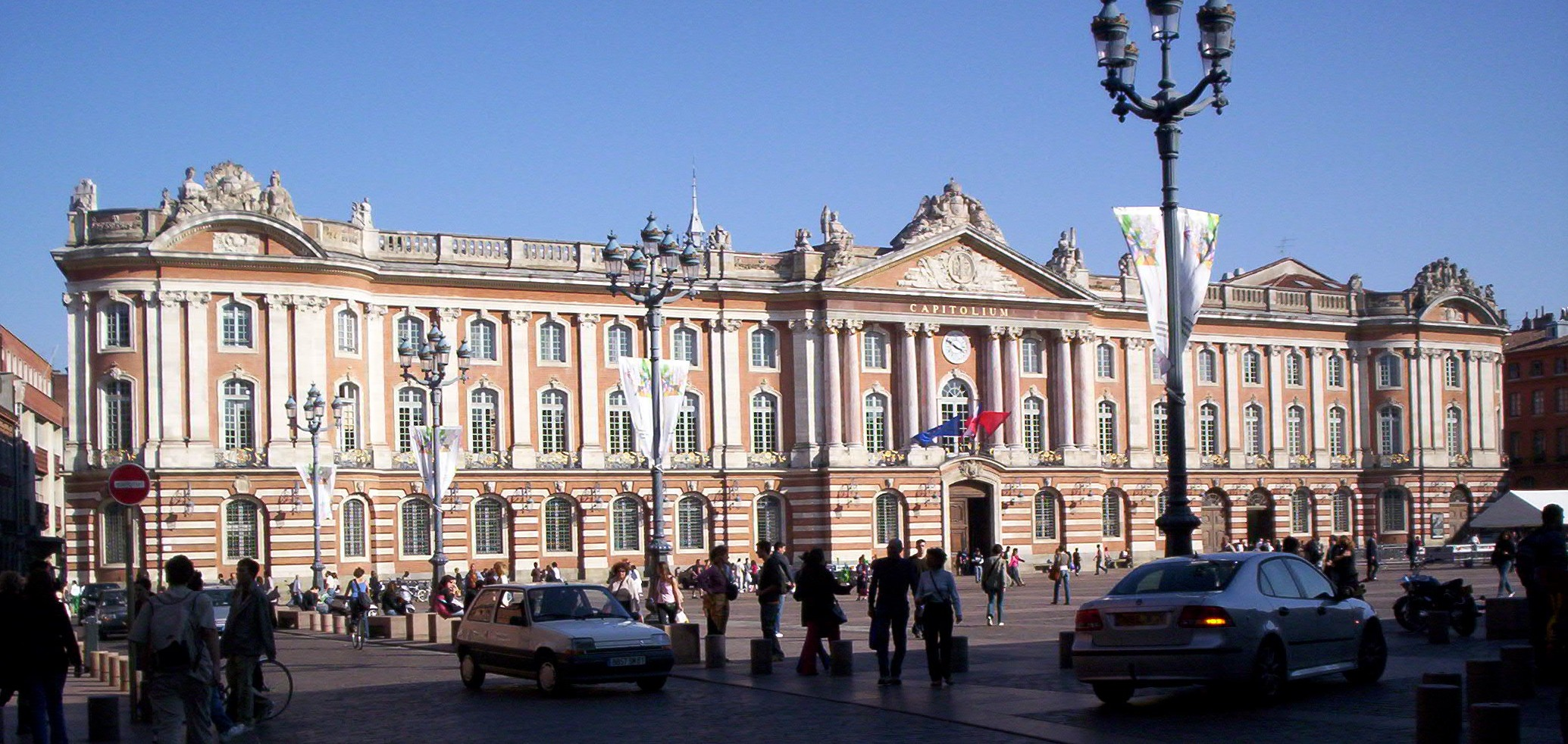
Capitole de Toulouse, Rue Lafayette, Toulouse; urspr. 12. Jh., Guillaume Cammas 1750, Eugène Viollet-le-Duc 1873

Bauten des Historismus
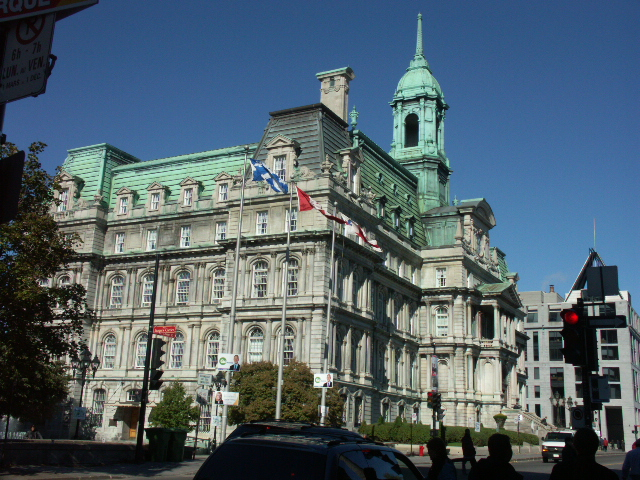
Hôtel de ville de Montréal / Montreal City Hall, Rue Notre-Dame, Montreal; Henri-Maurice Perrault, Alexander Cowper Hutchison 1872–1878
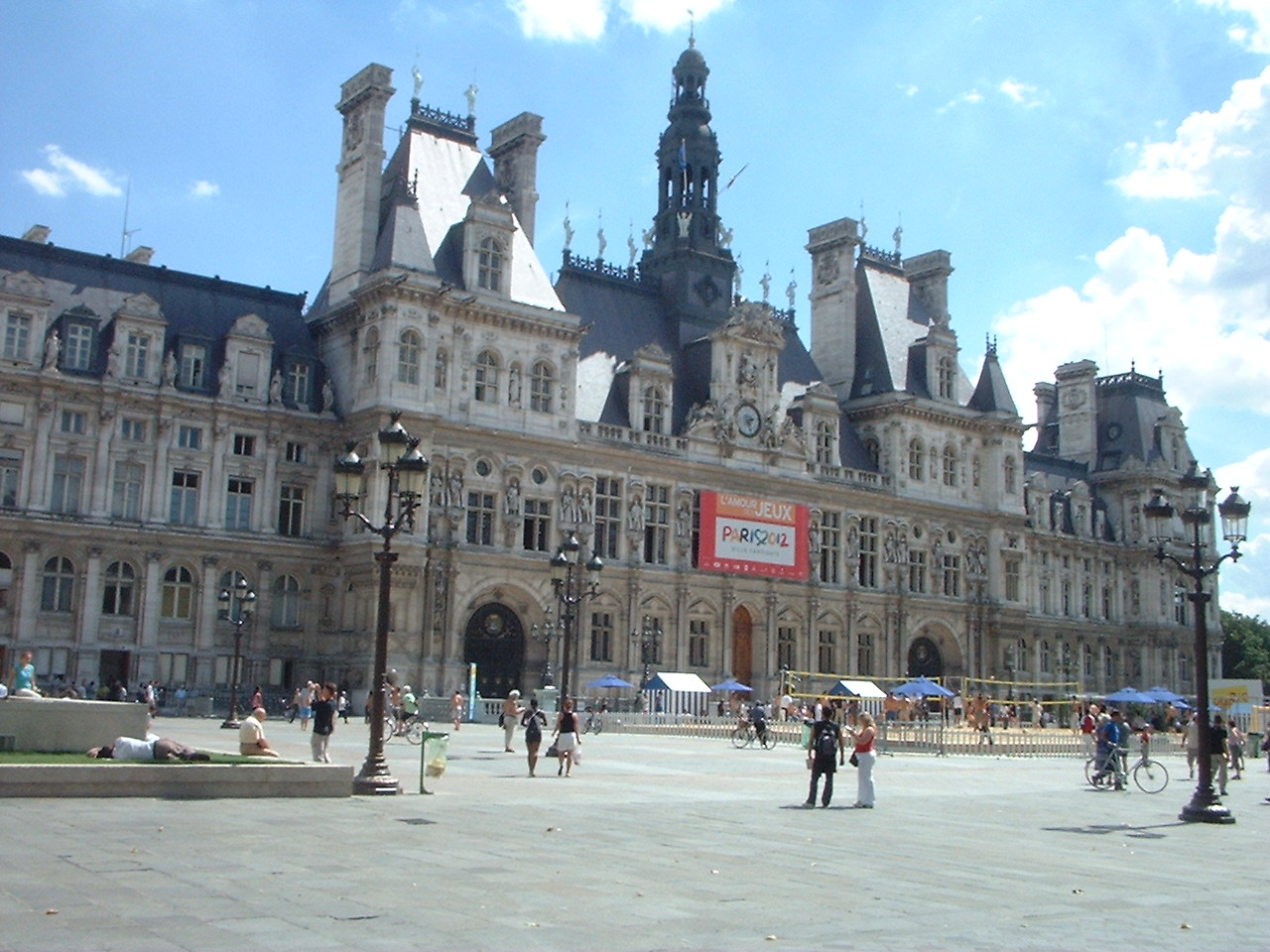
Hôtel de Ville de Paris, Rue de Rivoli 4e Arr.; Théodore Ballu, Pierre Deperthes 1874–1882
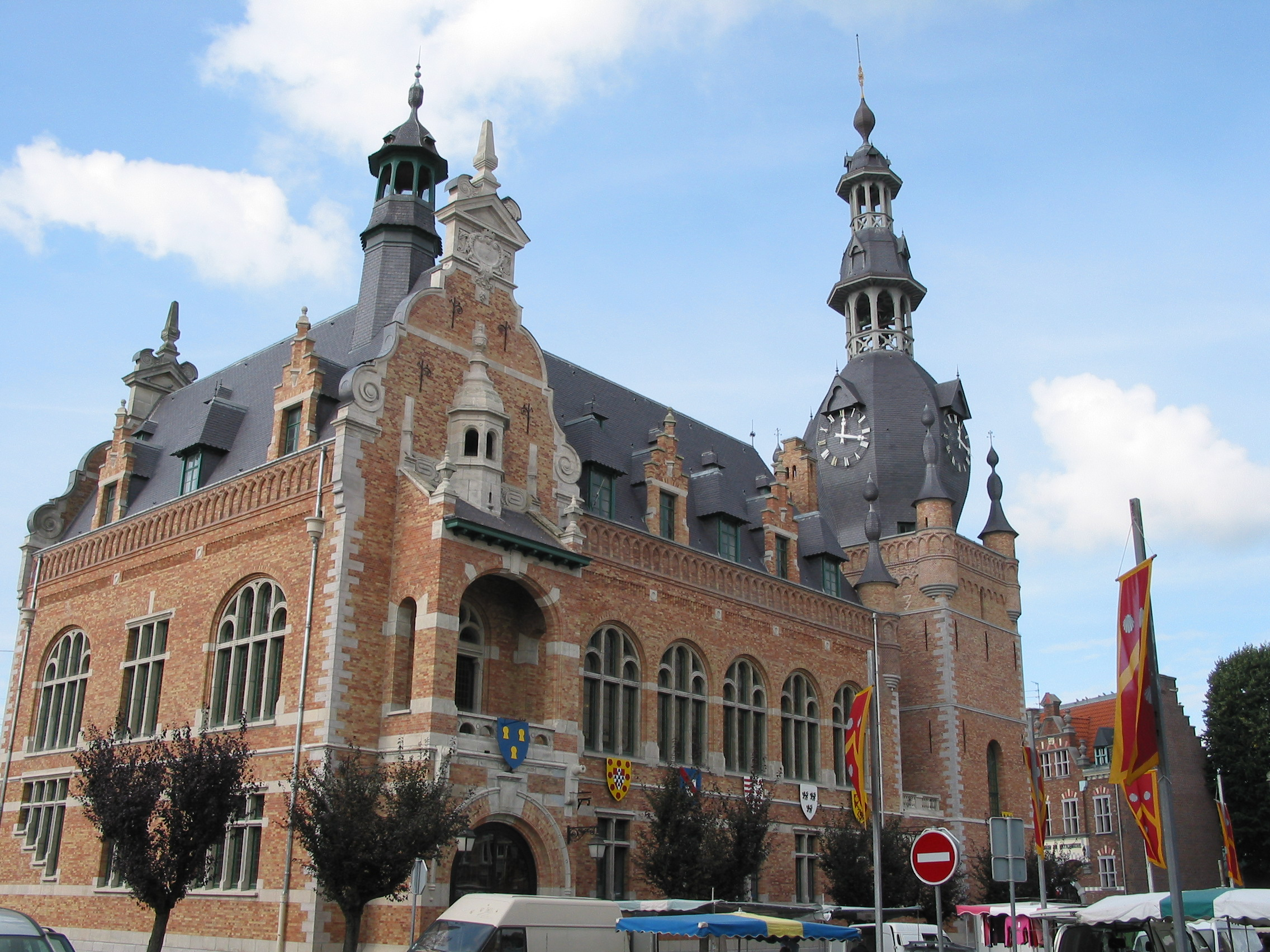
Hôtel de Ville de Comines; Louis-Marie Cordonnier 1923

Moderne
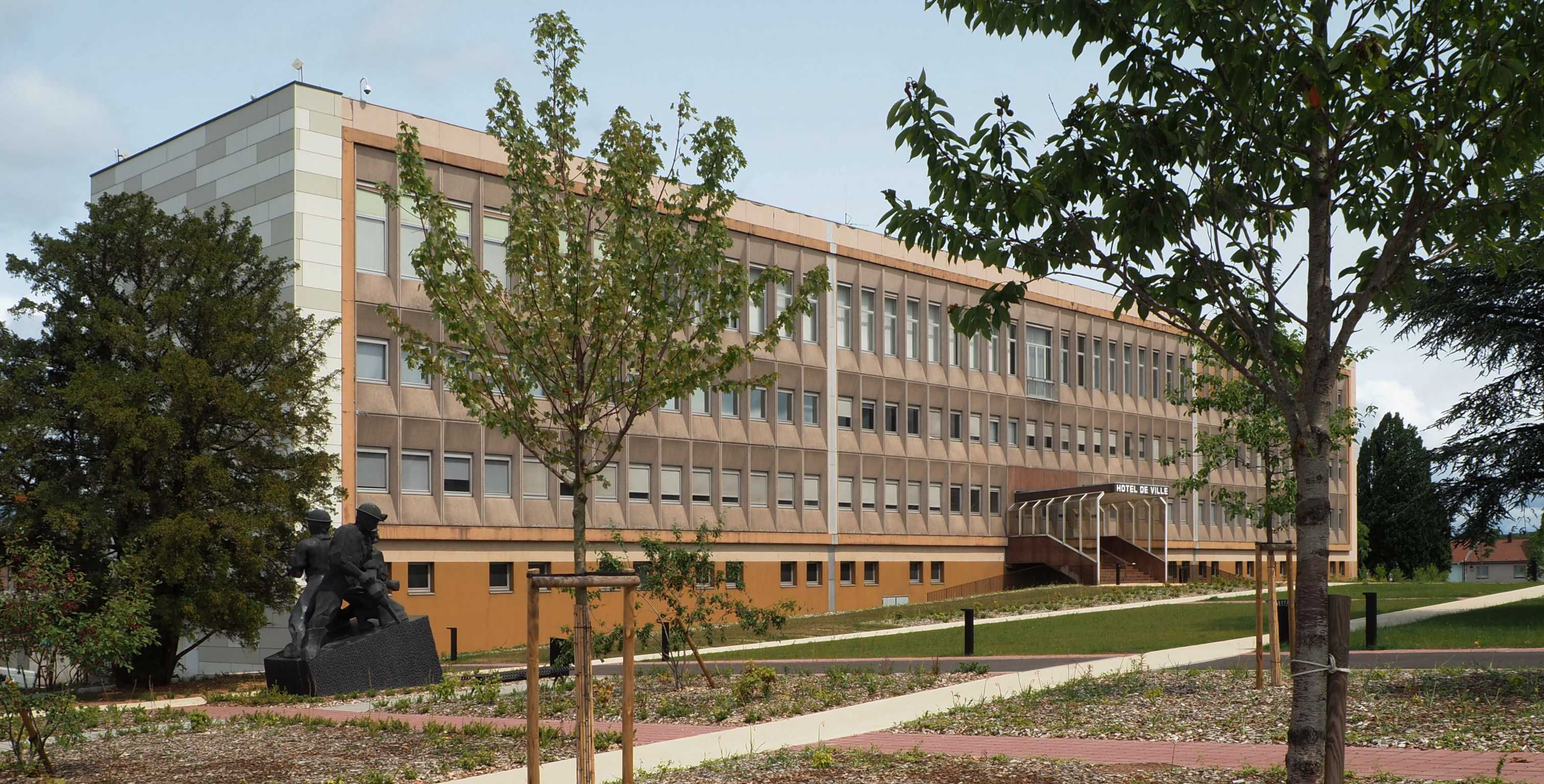
Forbach (Moselle), 1969–1974

## Weitere Beispiele
- Rathausartikel:
  - Hôtel de Ville (Aix-en-Provence)
  - Hôtel de Ville (Arbois)
  - Hôtel de Ville (Coulommiers)
  - Hôtel de Ville (Dünkirchen)
  - Hôtel de Ville (Lyon)
  - Hôtel de Ville (Melun)
  - Hôtel de Ville (Metz)
  - Hôtel de Ville (Montbéliard)
  - Hôtel de Ville (Montreal)
  - Hôtel de Ville (Paris)
  - Hôtel de Ville (Sélestat)
  - Hôtel de Ville (Sens)
  - Hôtel de Ville (Thionville)
  - Hôtel de Ville (Troyes)
  - Hôtel de Ville (Vannes)
- Verkehr:
  - Hôtel de Ville (Métro Paris), eine Station der Metro Paris